# Rapipago
Rapipago es un canal de cobranza extrabancario, con una red de cobertura que abarca todo el territorio de la República Argentina. Se dedica a la cobranza de facturas de servicios públicos y privados e impuestos, a través de Centros de Servicios y Agentes calificados, tales como supermercados, centros de comercio, estaciones de servicio, subtes, etc.
Rapipago inició sus actividades en el año 1996. Es un servicio de GIRE S.A., una empresa conformada por los bancos Banco Santander Río S.A., Citibank y HSBC.

## Características
Rapipago realiza la cobranza de servicios e impuestos de 3500 empresas y entidades en la República Argentina. Posee más de 2.700 sucursales (agentes) y 15 centros de Servicios Propios en todo el país. Permite el cobro sin factura y la venta de consumos prepagos.

## Servicios
En las Sucursales de Rapipago se realiza la cobranza de empresas de diversos rubros:
- Administración y consorcios
- Automotrices y planes de ahorro
- Clubes colegios, universidades
- Cooperativas
- Cosméticos
- Financieras y bancos
- Medicinas prepagas
- Impuestos nac. y provinciales
- Municipalidades
- Seguridad y monitoreo
- Seguros
- Servicios de gas
- Servicios de Internet
- Servicios de agua
- Servicios de luz
- Servicios de videocable y TV sat.
- Tarjetas de crédito
- Telefonía celular
- Telefonía fija
- Turismo estudiantil
- Otros

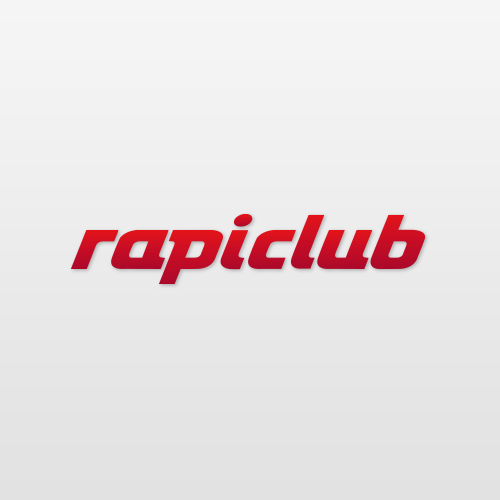
Logo de Rapiclub, el programa de beneficios, descuentos y premios de Rapipago.

El sistema está sustentado en una plataforma tecnológica flexible, que le permite a las Empresas realizar cobranzas con factura física o sin ella, recibir pagos parciales o fuera de término y disponer de la información resultante dentro de las 24 h hábiles de la fecha de pago.

## Operatoria
En la operatoria de Rapipago intervienen 5 actores:
1. La Organización (Empresa u Organismo), que emite las facturas.
2. El Cliente de la Organización, que debe pagar la factura.
3. La red de cobranza Rapipago, que cobrará la factura.
4. El Banco Concentrador, donde la Organización quiere que se le deposite lo recaudado.
5. GIRE, que administra y controla toda la operatoria.